# Mont Augal
El Mont Augal (en occità Mont Augal, en francès Mont Aigoual) és una muntanya del Massís Septentrional d'Occitània. Administrativament es troba al límit entre els departaments del Gard i la Losera, a la regió d'Occitània. El seu punt culminant és a 1565 m d'altitud. Es troba dins del parc natural de les Cevenes.
Disposa d'un observatori meteorològic que és un dels que enregistra més precipitació mitjana de tot França. Al mont Augal es va fer el primer programa de reforestació antierosió de França, ja que la zona estava molt malmesa per la desforestació i la sobrepastura.
Al llarg de la història dels camisards i els maquis, el mont Augal ha inspirat nombrosos escriptors com André Chamson, Jean-Pierre Chabrol o Jean Carrière.
També és protagonista en la novel·la de Tim Krabbé De Renner (El Corredor), en la qual relata el desenvolupament d'una cursa ciclista al voltant del Mont Augal.

## Geologia
El massís d'Augal està format per granit, de l'edat paleozoica (de fa 330 milions d'anys). El sud del massís (Lingas) és principalment granític, mentre que al cim de l'Augal aforen els micaesquists. Entre l'Augal i el Lingas, una falla de direcció est-oest (falla de Bonheur) aïlla un petit altiplà format de calcàries mesozoiques.

## Climatologia

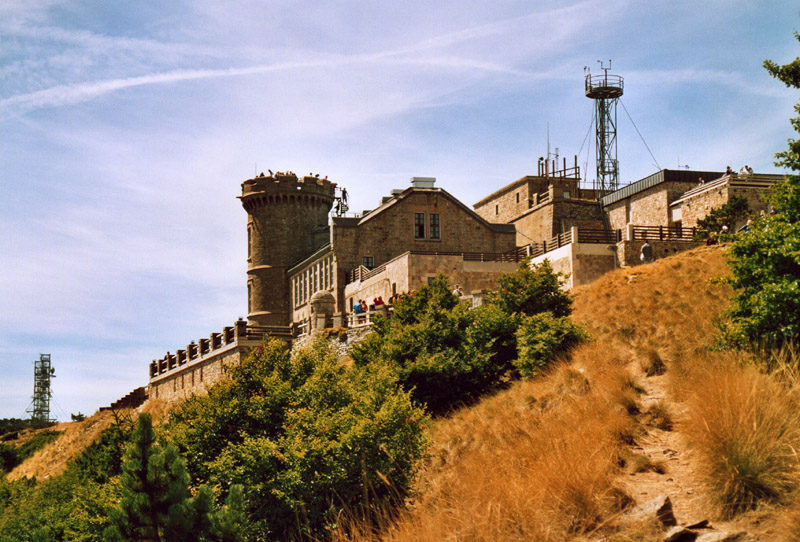
Estació meteorològica culminant al cim del mont Augal

L'estació meteorològica del mont Agual va ser construïda entre 1887 i 1894. És actualment la darrera estació de muntanya ocupada tot l'any.
Al cim de l'Augal les condicions meteorològiques són sovint extremes, l'aire oceànic atlàntic i l'aire mediterrani es troben en confrontació. I per això és un dels llocs més plujosos de França amb 2045 litres de pluja de mitjana. El cim està sota la neu, de mitjana de meitat de novembre a abril i a l'obaga la neu hi resta fins a juny. Paradoxalment, a 80 km d'Augal es troba la Camarga, que és el lloc on hi plou menys de França (450 litres) a Saintes-Maries-de-la-Mer.
El mes més fred és gener amb -1,4 °C i el més càlid agost amb 13,2 °C. Les pluges de setembre a juny depassen els 100 litres de mitjana essent el màxim a l'octubre amb 289 litres. Els mesos més secs són juliol i agost amb 59 i 78 litres de mitjana.

## Galeria fotogràfica

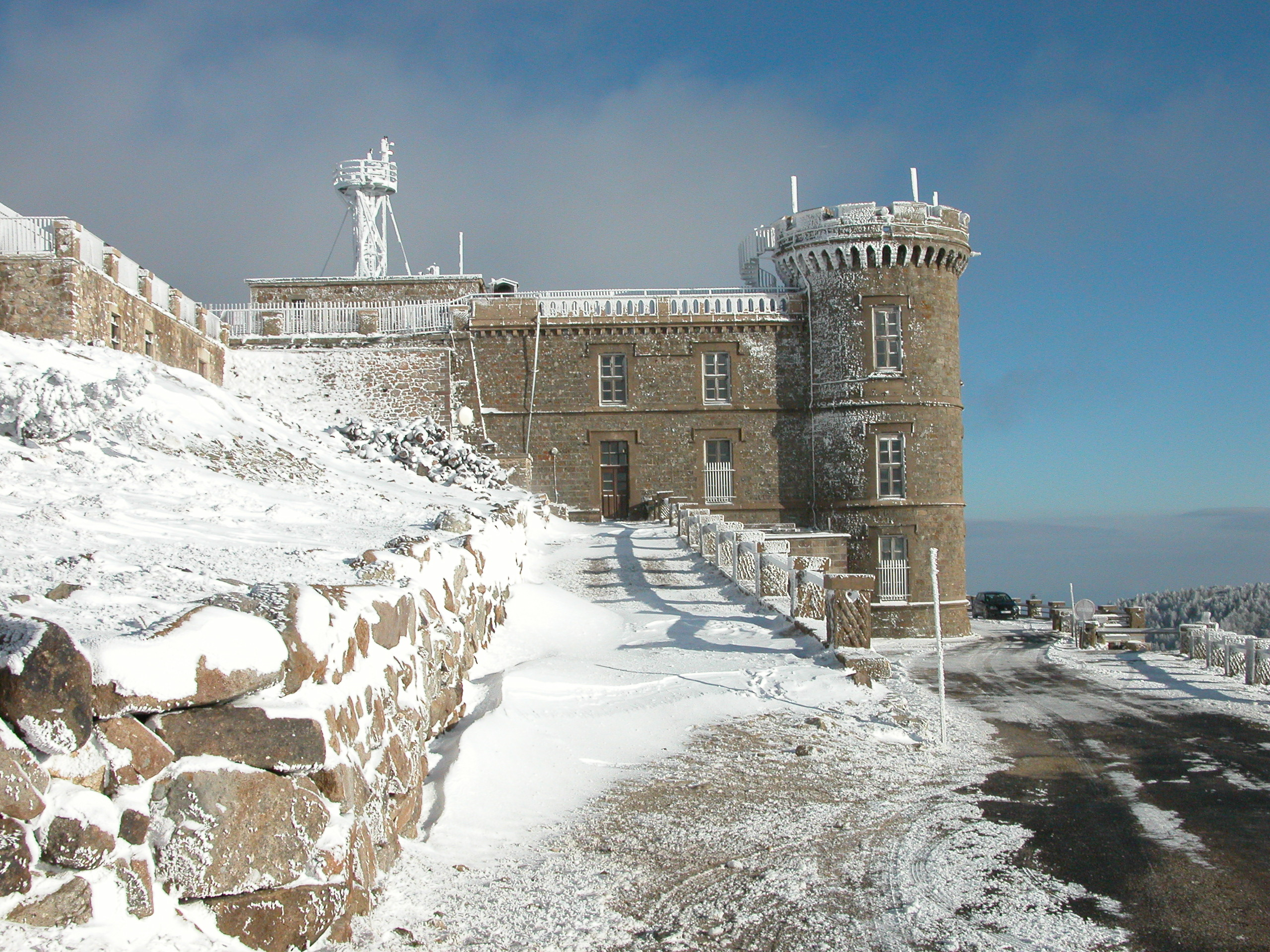
Observatori de Météo France
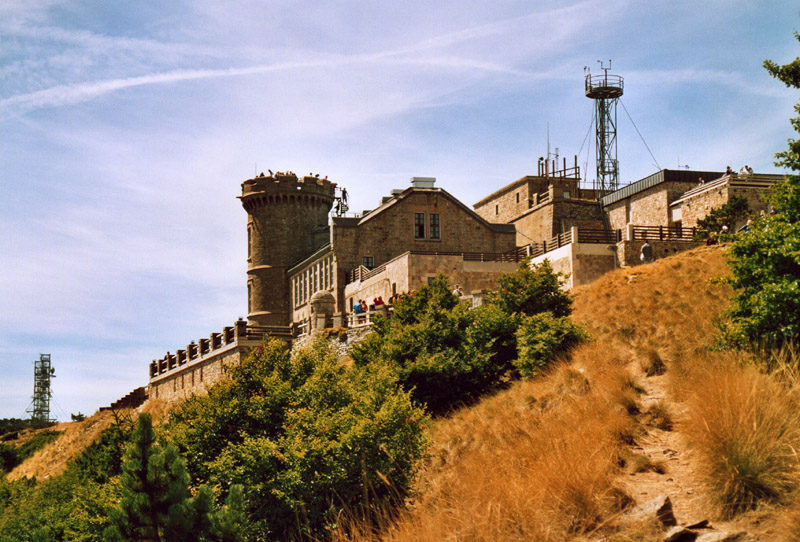
Vista
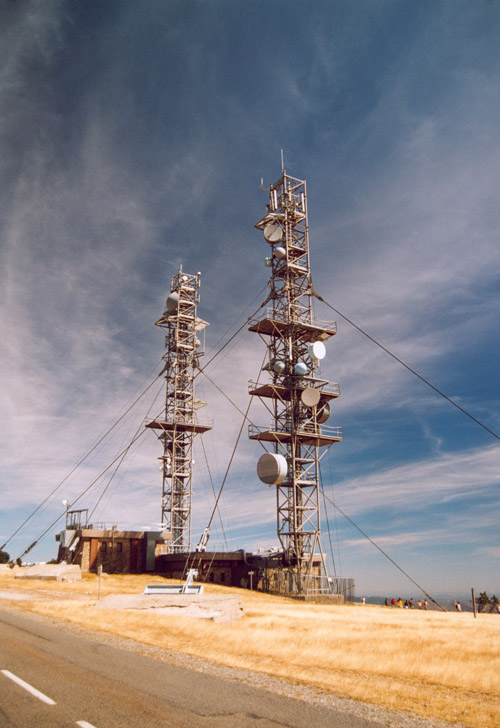
Antenes de telecomunicació
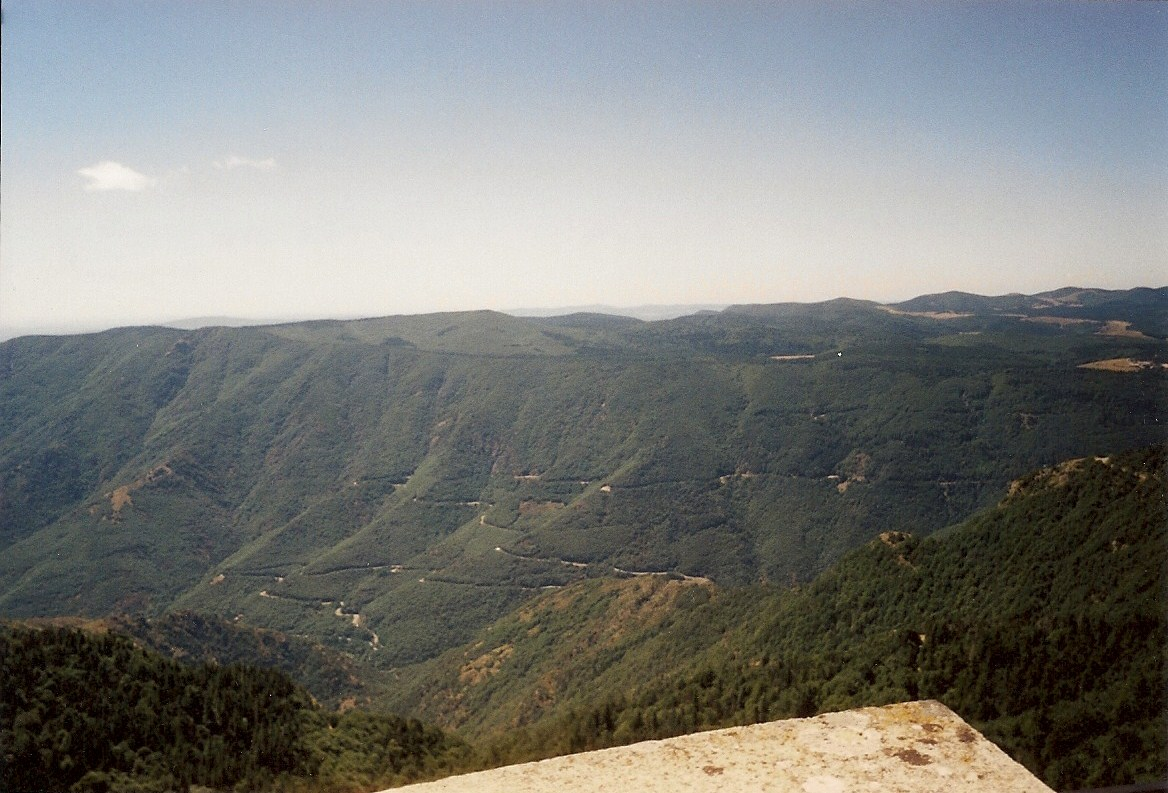
Ruta de Valleraugue a l'Espérou
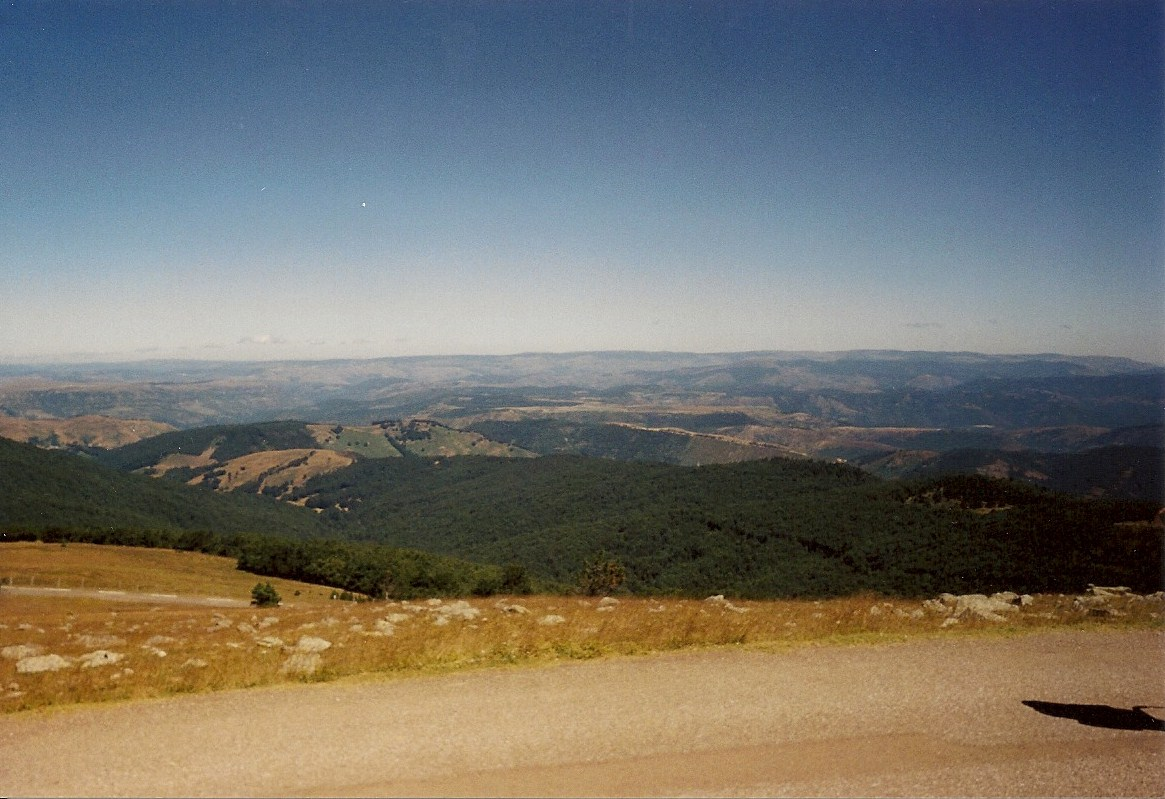
Vista de la part Lozeriana
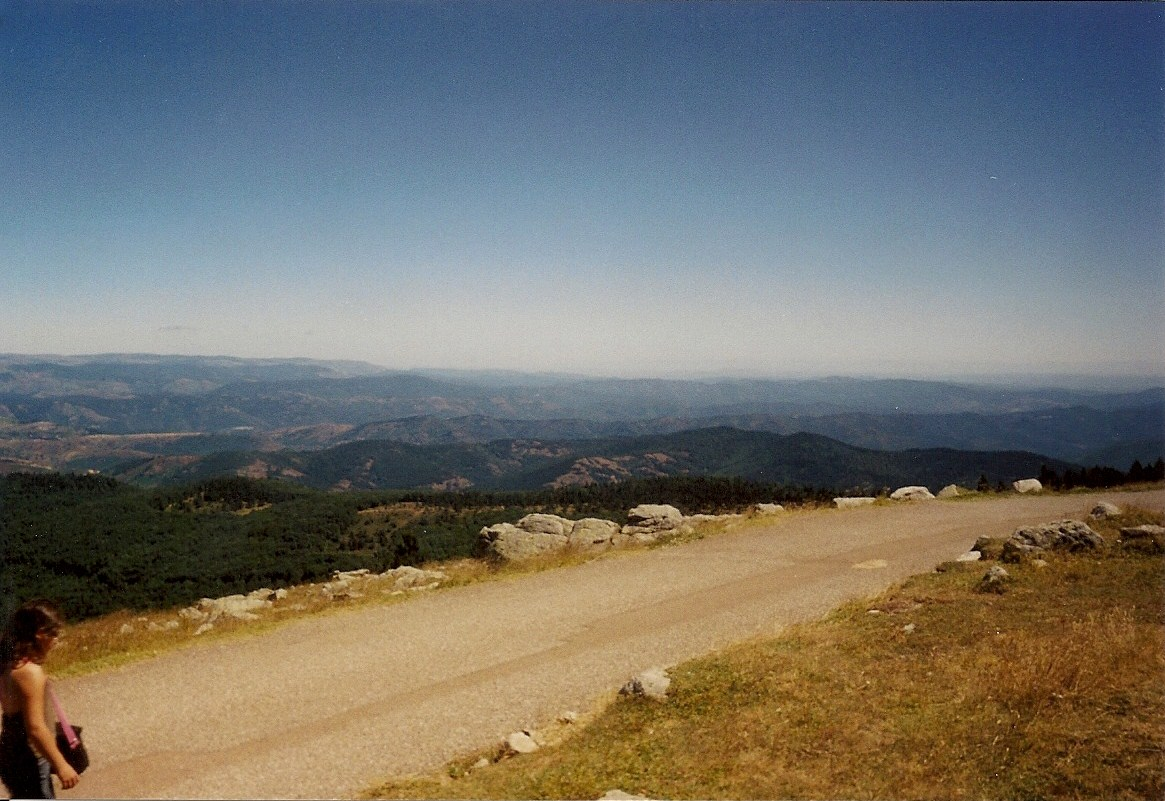
Vista cap al nord-est
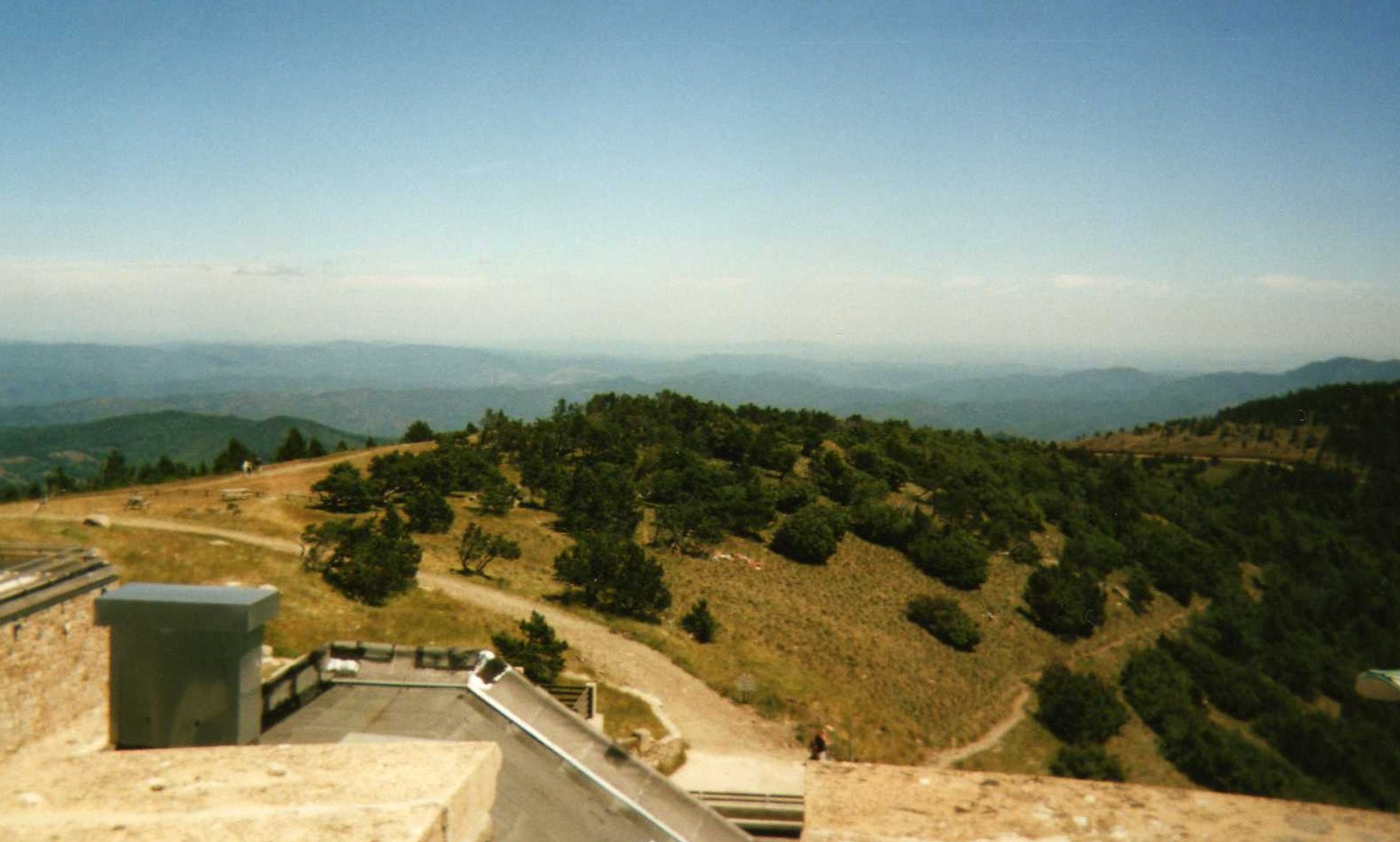
Vista a l'est sobre la Vaucluse. En temps clar es veu el Ventor i el Mourre Nègre